# Lambur I
Lambur I is een bestuurslaag in het regentschap Tanjung Jabung Timur van de provincie Jambi, Indonesië. Lambur I telt 2628 inwoners (volkstelling 2010).